# Tour Feu Hugon
La tour Feu Hugon, aujourd'hui disparue, est présumée être la première demeure médiévale des comtes de Tours construite vers 875, bien qu'elle pourrait être plus tardive et distincte du palais comtal (infra), le tout situé dans le coin nord-est de l'ancienne Cité gallo-romaine.

## Présentation historique
À l'origine, c'était une grosse tour décrite comme rectangulaire, qui aurait été confortée par la suite de quelques dépendances, puis d'une autre tour carrée dénommée Saint-Antoine (vers le XVe siècle), plus en avant, au nord, le tout érigé en bordure de Loire (rive gauche), dans l’angle nord-est de l’ancienne enceinte gallo-romaine de Tours, au voisinage de l'actuelle Saint-Pierre-des-Corps. On connait cependant peu de chose sur l'architecture du lieu, surtout par une iconographie incertaine et rien sur sa disposition intérieure. Son histoire et la chronologie sont également incertaines.

### La vocation défensive des tours

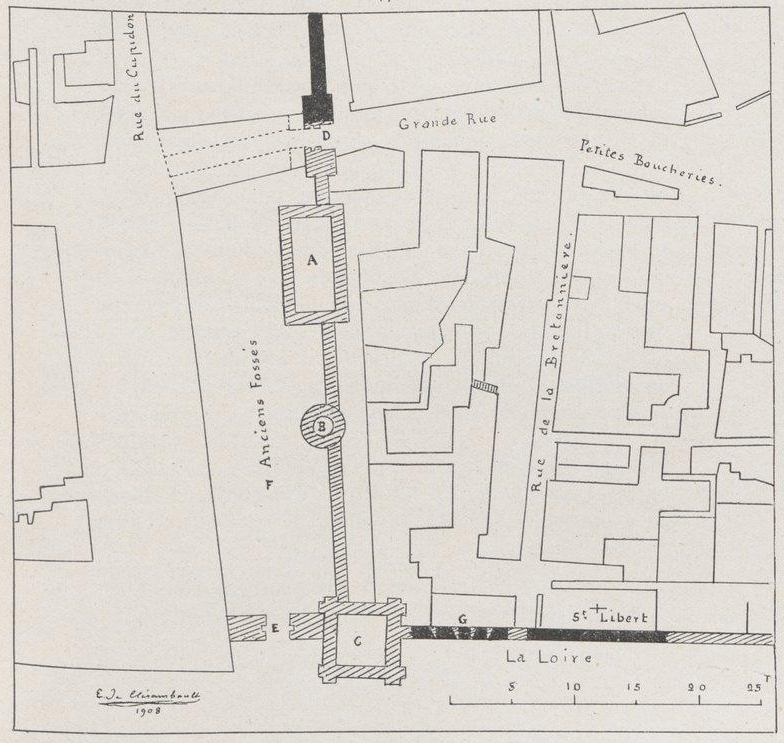
La Tour Hugon (A), la tour carrée (C) dans le coin nord-est du castrum gallo-romain et la chapelle Saint-Libert, d'après un plan du XVIII (selon de Clérambault).

On trouve la justification possible de la construction d'une tour dans un texte de 869 dans lequel Charles le Chauve appelle à se protéger, après l'invasion normande, et demande à toutes les cités de la vallée de la Loire d’édifier des tours carrées, ce qui rencontre également l’approbation du pape Adrien. Le comte Hugues l'Abbé (d'où l'on déduit l'étymologie de la tour) aurait donc entrepris la construction du bâtiment - supposément la tour Hugon - qui sera achevé en 878, selon notamment la thèse de de Clérambault admise jusqu'ici,.
Tout ou partie de cet ensemble est possiblement construit sur un terrain qu'il acquiert à la même époque, comportant de surcroît une église et une poterne, donné au comte par les chanoines de Saint-Martin en échange d'un terrain de même importance (soit environ 3 600 m2). L'église, qui serait devenue celle des comtes de Tours, aurait précédé l'actuelle chapelle Saint-Libert qui subsiste encore, supposément au même endroit.
La tour et l'ensemble du dispositif défensif empruntaient le mur de l'enceinte antique ; la tour d'une dizaine de mètres en hauteur, orientée plutôt vers l'est, protégée au sud par un pont levis, s'appuyait sur la « porte d'Orléans » qui contrôlait l'entrée est de la « Grande rue », axe principal traversant Tours d'est en ouest ; elle baignait dans un large fossé qui longeait l'enceinte est, jusqu'à la Loire et la tour Saint-Antoine, avec laquelle on l'aurait souvent confondue, ce qui pourrait expliquer que l'appellation « tour Hugon » se serait étendue à l'ensemble des bâtiments. Près du côté est de la tour carrée se trouvait une vanne que l’on fermait au moment des crues. En l'absence de plans certains, quelques représentations peuvent sembler diverger sur la distance entre les tours qui, avec une perspective d'alignement ramassée, paraissent former faussement un tout homogène (v. illustration infobox, Georg Hoefnagel).
Selon S. Riou et B. Dufaÿ, il semble néanmoins assuré que le palais comtal, siège de la juridiction comtale, occupait le nord-est de la cité, s'appuyant sur le bord de Loire, et se distinguait donc nettement de la tour connue aujourd'hui comme la tour Hugon, placée plus près de la porte d'Orléans,. La tour Hugon pourrait dès lors être attribuée à Hugues de Sainte-Maure au début du XIIe siècle plutôt qu'à Hugues L'Abbé au IXe siècle,, ce qui présente l'avantage de ne pas remettre radicalement en cause l'étymologie de la tour mais expliquerait les confusions possibles.
La tradition, étayée de la revendication judiciaire des descendants (infra) et de rares textes à l'interprétation incertaine, localise néanmoins la demeure des comtes sur le site où sera érigée la tour Hugon jusqu'au XIe siècle, époque à laquelle est construit le château de Tours, dans l'angle opposé du castrum gallo-romain (nord-ouest), au débouché du nouveau pont sur la Loire : le pont d'Eudes.

### Le déclin des tours

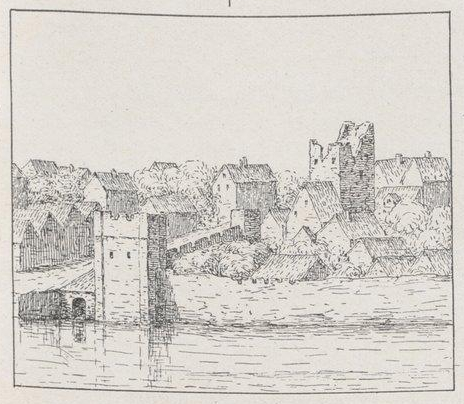
L'ensemble tour Hugon dont la grande tour (en arrière-plan) très endommagée, appuyé sur l'enceinte gallo-romaine, au XIIe siècle (restitution de C. Vischer et H. Piccart)

Plusieurs fois endommagée et réparée, la tour est mal entretenue. Déjà au XIIIe siècle, la tour Hugon n'est plus utilisée que comme tour de guet. Elle est cependant armée d'un canon, en 1423, et, deux ans plus tard, une cloche est mise dans le clocher qui surmontait la tour pour sonner l'alarme. Elle perd tout intérêt militaire au XVIe siècle où son état se détériore énormément. Entretemps, la tour ruinée avait servi, temporairement, de cage pour un lion, offert à Louis XII en 1498 lors de son entrée solennelle dans la ville de Tours.
Une bonne partie de la tour Hugon est démolie entre 1635 et 1637. La démolition de ce qui reste de la tour est accordée, en 1703, par la ville, au sieur Chaslon, qui louant déjà le terrain, veut en tirer du salpêtre, comme il le fait déjà sur le site de la chapelle Saint-Libert ; le Duc de Luynes fait un procès qui se termine par une transaction, en 1734, au profit des héritiers Chaslon qui, par compensation, doivent notamment ériger un grand pilier de pierre comportant armoiries et mention qu'était, en ces lieux, le siège de la vicomté. Ce pilier, qui avait été reconstruit entretemps, dans un lieu transformé en jardin, est définitivement supprimé à la Révolution mais la Société archéologique de Touraine possède la plaque qui en provient depuis 1862,.
La tour Saint-Antoine, quant à elle, munie de créneaux et de mâchicoulis, baignait d'un côté dans la Loire et, de l'autre, dans le fossé et fut armée, elle aussi, de canons. Elle servit ensuite à un fripier, de retraite à des personnes de mauvaise vie puis est détruite en 1779, lors de la construction des quais. La tourette ronde flanquant l'enceinte est, entre les deux grandes tours, avait déjà été démolie au début du siècle.
Il n'y a plus trace de la tour Hugon, aujourd'hui. Seule la rue du Port Feu-Hugon en rappelle le souvenir. Cette partie de l'enceinte antique est également disparue à l'exception des fondations de la chapelle Saint-Libert.

## Légendes étymologiques
L'étymologie du terme « huguenot » et ses rapports avec la tour feu-Hugon est une question qui fait débat.
Il fut prétendu que les huguenots qui se réfugièrent nombreux à Tours tiraient leur nom de ce qu’ils se réunissaient non loin de la tour Hugon,. Cette thèse étymologique très locale n’avait déjà plus cours au XIXe siècle même si a contrario l'origine genevoise admise actuellement n'est que présumée.
Pendant les deux siècles où la forteresse Hugon finira de se délabrer, elle avait un aspect lugubre. Jusqu’à sa démolition il était coutume de craindre le fantôme maléfique du comte, dit le « roi Hugon » (ou Hugonet), que l'on imaginait rôder nuitamment dans la ville avec un cortège de démons pour égarer les saintes filles et les enfants,,. De là une variante de la précédente thèse étymologique, tout aussi controversée à propos des Huguenots, censés être dénommés ainsi parce qu'ils allaient en catimini au prêche vers la tour Hugon, à la nuit tombée ; à l'égal de l'ombre inquiétante de ce roi Hugon qui se profilait le long des murailles de la ville, l'obscurité venue,.